# Černjachovská kultura

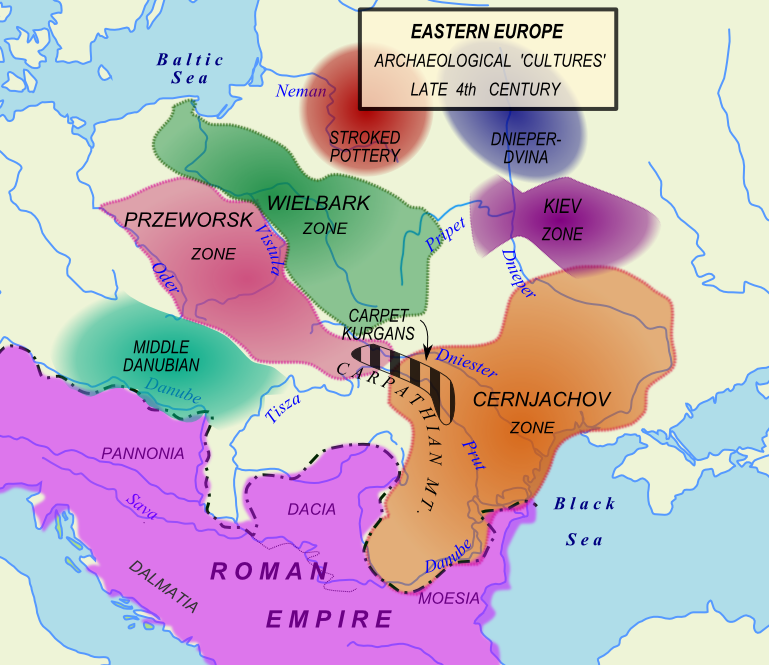
Černjachovská kultura koncem 4. století

Černjachovská kultura byla archeologická kultura rozšířená od  2. do 5. století na dnešní Ukrajině, částečně i v Rumunsku. Typická jsou neopevněná sídliště na jižních svazích u řek. Nad nimi pak birituální pohřebiště s popelem v popelnicích či jamkách, převažují však kostrové hroby. Často jsou mrtví uložení do výklenku v hrobové jámě. Pohřbívalo se také v kamenných sklepeních uzavřených kamennou deskou, což prozrazuje skytský a sarmatský vliv. Keramika byla tvořena na hrnčířském kruhu a inspirována keltskou a antickou. Nezdobená keramika dělaná ručně se podobá raně slovanské. Živili se zemědělstvím, vysokou úroveň mělo i řemeslo. Typické jsou spony ve tvaru samostřílu, vycházející z římských vzorů.
Podobně jako sousední kultura przeworská byla černjachovská kultura nejspíše polyetnická a lokální rozdíly zmizely pod římským vlivem. Kostrové hroby patřily nejspíše Sarmatům. Na hranicích obou zmíněných kultur se často nachází prosté jamky pro pozůstatky kremace a zahloubená obydlí, což je spojuje s ranými Slovany. Nese také patrné rysy germánské, například vliv východní pomořanské mazovské kultury v pohřebním ritu a ve výskytu tzv. velkých domů.
Kultura se nazývá podle vesnice Čerňachiv, která se v rámci moderní Ukrajiny nachází v Kyjevské oblasti.